# Брайтон энд Хоув Альбион
«Бра́йтон энд Хо́ув А́льбион» (полное название — Футбольный клуб «Брайтон энд Хоув Альбион» англ. Brighton & Hove Albion Football Club; английское произношение: [ˈbraɪtən ən ˈhoʊv ˈælbɪən 'futbɔ:l klʌb]) — английский профессиональный футбольный клуб из муниципалитета Брайтон-энд-Хов, Восточный Суссекс. Выступает в Премьер-лиге, высшем дивизионе в системе футбольных лиг Англии.
Клуб был основан в 1901 году. Домашний стадион — «Фалмер» (коммерческое название — «Американ экспресс комьюнити стэдиум», или «Амэкс»), вмещающий более 30 тысяч зрителей.

## История
Клуб был основан 24 июня 1901 года Джоном Джексоном на встрече в пабе «Семь звёзд». Изначально клуб назывался «Брайтон энд Хоув Юнайтед», но ещё до первого матча название было изменено на «Брайтон энд Хоув Альбион». «Брайтон энд Хоув Альбион» выступал в Южной футбольной лиге до перехода в Футбольную лигу в 1920 году.
В Первый дивизион клуб впервые вышел в 1979 году и играл в нём до 1983 года, выйдя также в этот период в финал Кубка Англии 1983 года, где уступил в переигровке «Манчестер Юнайтед» (2:2 и 0:4). Уход из команды многих лидеров, в частности, защитника Марка Лоуренсона, привёл к выбыванию клуба из высшего дивизиона Англии.
После этого постоянные смены тренеров привели «чаек» на грань катастрофы: только чудо спасло клуб от выбывания в Конференцию. В сезоне 1996/97 команда заняла 23-е место из 24 возможных в Третьем дивизионе, имея равное количество очков с «Херефорд Юнайтед», опередив их лишь за счёт дополнительных показателей. В следующем сезоне ситуация повторилась: вновь предпоследнее место, но на этот раз от аутсайдера — «Донкастер Роверс» — «Альбион» отделяло 15 очков. Также в 1997 году был закрыт стадион «Голдстоун Граунд», на котором клуб выступал с момента своего создания. «Брайтон энд Хоув Альбион» был вынужден переехать на менее вместительный «Уитден Стэдиум», один из немногих английских стадионов с беговыми дорожками.
После этого дела пошли на поправку: клуб заработал повышение в лиге и даже смог на один сезон подняться в Чемпионшип в 2005 году. Но не смог там надолго удержаться и вернулся в Лигу 1, где на несколько сезонов обосновался в середине таблицы.
12 апреля 2011 года «чайки» под руководством главного тренера Гуса Пойета за пять туров до конца сезона в Лиге 1 одержали домашнюю победу над столичным «Дагенем энд Редбридж» со счётом 4:3 и обеспечили себе первое место и выход в Чемпионшип.
К сезону 2011/12 у клуба появился новый стадион — «Фалмер» вместимостью более тридцати тысяч зрителей.
В сезоне 2016/17 команда завоевала право выступать в высшем дивизионе английского чемпионата, в котором «Брайтон энд Хоув Альбион» не выступал на протяжении предыдущих 34 лет.
Первый сезон «Брайтона» в Премьер-лиге был в основном успешным: клуб несколько раз поднимался в первую десятку. Несмотря на падение на один пункт выше зоны выбывания в Чемпионшип в январе, победы над «Арсеналом» и «Манчестер Юнайтед» в последние месяцы сезона помогли «чайкам» занять 15-е место.
Второй сезон клуба в Премьер-лиге оказался более сложным. Несмотря на многообещающее начало, команда провела неудачную вторую половину сезона, одержав всего 3 победы в 18 играх. В Кубке Англии «Брайтон энд Хоув Альбион» впервые с 1983 года вышел в полуфинал, проиграв «Манчестер Сити» со счётом 0:1. «Альбион» в итоге занял 17-е место, а главный тренер команды Крис Хьютон был уволен после окончания сезона из-за плохих результатов.
После увольнения Хьютона новым главным тренером был назначен Грэм Поттер, подписавший контракт на четыре года. Контракт был продлён ещё на 2 года в ноябре 2019 года. С марта по июнь 2020 года сезон был приостановлен из-за пандемии COVID-19. После ничьей 0:0 с «Ньюкасл Юнайтед» в июле 2020 года команда завершила свой четвёртый сезон в Премьер-лиге, заняв 15-е место.
В сезоне 2021/22 команда заняла 9-е место в Премьер-лиге, набрав 51 очко, что стало лучшим результатом в истории выступлений клуба в высшем дивизионе чемпионата Англии на тот момент. В сентябре 2022 года Грэм Поттер покинул клуб, став главным тренером «Челси». Новым главным тренером «чаек» стал Роберто Де Дзерби.
В сезоне 2022/23 команда обновила свой прошлогодний результат, заняв 6-е место в Премьер-лиге, набрав 62 очка, что стало лучшим результатом в истории выступлений клуба в высшем дивизионе чемпионата Англии. 21 мая 2023 года «Брайтон», под руководством Роберто Де Дзерби, впервые в своей истории вышел в еврокубки.

## Формы
Домашняя форма
| 2010/11 | 2011/12 | 2013/14 | 2014/15 | 2016/17 | 2017/18 | 2018/19 | 2019/20 | 2020/21 | 2021/22 | 2022/23 |
| 2023/24 |         |         |         |         |         |         |         |         |         |         |

Выездная форма
| 2010/11 | 2011/12 | 2013/14 | 2014/15 | 2015/16 | 2016/17 | 2017/18 | 2018/19 | 2019/20 | 2020/21 | 2021/22 |
| 2022/23 | 2023/24 |         |         |         |         |         |         |         |         |         |

## Домашний стадион
С 1901 года «Брайтон энд Хоув Альбион» выступал на стадионе «Голдстоун Граунд». В 1995 году совет директоров клуба продал девелоперам «Голдстоун Граунд», но решения по новому стадиону тогда принято не было. В 1997 году клуб был выселен со старого стадиона, который был вскоре демонтирован, после чего «Брайтон энд Хоув Альбион» выступал на «Пристфилде», стадионе «Джиллингема» на протяжении двух лет. С 1999 года клуб начал выступать на стадионе «Уитдин».
Площадка в Фалмере была выбрана местом строительства нового стадиона для клуба в сезоне 1998/99. За этим последовал долгий период согласований: в июне 2002 года городской совет Брайтон-энд-Хов дал разрешение на начало работ по планировке нового стадиона. Районный совет соседнего Льюиса был против планов по строительству стадиона в Фалмере, против выступали и многие местные жители. Хотя стадион расположен в черте города Брайтон-энд-Хов, его небольшая часть (северо-восточный угол) расположен в Льюисе (в настоящее время там располагается парковка). Также проблемой при согласовании плана строительства была близость кампуса Университета Сассекса. В связи со сложностью согласования планы по строительству утверждал лично вице-премьер Великобритании Джон Прескотт. Он согласовал планы по строительству стадиона 28 октября 2005 года, однако районный совет Льюиса оспорил это решение, после чего Прескотт отозвал своё согласование. Планы по строительству были вновь утверждены в июле 2007 года.
Строительство стадиона началось 17 декабря 2008 года и завершилось в мае 2011 года.
Стадион был официально открыт 30 июля 2011 года, когда на нём прошёл товарищеский матч между клубами «Брайтон энд Хоув Альбион» и «Тоттенхэм Хотспур». Первый официальный матч на стадионе состоялся 6 августа 2011 года: в нём «Брайтон энд Хоув Альбион» принимал «Донкастер Роверс», одержав итоговую победу со счётом 2:1, хотя по ходу встречи проигрывал со счётом 1:0.

## Достижения
- Третий дивизион / Лига 1
  - Победитель (3): 1957/58, 2001/02, 2010/11
- Четвёртый дивизион
  - Победитель (2): 1964/65, 2000/01
- Южная футбольная лига
  - Победитель: 1909/10
- Кубок Англии
  - Финалист: 1983
- Суперкубок Англии
  - Победитель: 1910

## Текущий состав
| 1  | Нидерланды | Вр  | Барт Вербрюгген      | 2002 |  |  |  |  |  |
| 23 | Англия     | Вр  | Джейсон Стил         | 1990 |  |  |  |  |  |
| 37 | Канада     | Вр  | Том Макгилл          | 2000 |  |  |  |  |  |
|    |            |     |                      |      |  |  |  |  |  |
| 2  | Гана       | Защ | Тарик Лэмпти         | 2000 |  |  |  |  |  |
| 3  | Бразилия   | Защ | Игор Жулио           | 1998 |  |  |  |  |  |
| 4  | Англия     | Защ | Адам Уэбстер         | 1995 |  |  |  |  |  |
| 5  | Англия     | Защ | Льюис Данк (капитан) | 1991 |  |  |  |  |  |
| 24 | Турция     | Защ | Ферди Кадиоглу       | 1999 |  |  |  |  |  |
| 29 | Нидерланды | Защ | Ян Пол ван Хекке     | 2000 |  |  |  |  |  |
| 34 | Нидерланды | Защ | Джоэл Велтман        | 1992 |  |  |  |  |  |
| 55 | Бельгия    | Защ | Максим Де Кёйпер     | 2000 |  |  |  |  |  |
|    | Франция    | Защ | Оливье Боскальи      | 1997 |  |  |  |  |  |
|    | Италия     | Защ | Диего Коппола        | 2003 |  |  |  |  |  |
|    |            |     |                      |      |  |  |  |  |  |
| 6  | Англия     | ПЗ  | Джеймс Милнер        | 1986 |  |  |  |  |  |
| 7  | Англия     | ПЗ  | Солли Марч           | 1994 |  |  |  |  |  |
| 8  | Германия   | ПЗ  | Браян Груда          | 2004 |  |  |  |  |  |
| 16 | Эквадор    | ПЗ  | Хереми Сармьенто     | 2002 |  |  |  |  |  |
| 20 | Камерун    | ПЗ  | Карлос Балеба        | 2004 |  |  |  |  |  |

| 22 | Япония     | ПЗ  | Каору Митома        | 1997 |  |  |  |  |  |
| 25 | Парагвай   | ПЗ  | Диего Гомес         | 2003 |  |  |  |  |  |
| 26 | Швеция     | ПЗ  | Ясин Айяри          | 2003 |  |  |  |  |  |
| 27 | Нидерланды | ПЗ  | Маттс Виффер        | 1999 |  |  |  |  |  |
| 33 | Дания      | ПЗ  | Мэтт О’Райли        | 2000 |  |  |  |  |  |
| 36 | Ирландия   | ПЗ  | Эндрю Моран         | 2003 |  |  |  |  |  |
| 40 | Аргентина  | ПЗ  | Факундо Буонанотте  | 2004 |  |  |  |  |  |
| 40 | Мали       | ПЗ  | Малик Ялькуйе       | 2005 |  |  |  |  |  |
| 41 | Англия     | ПЗ  | Джек Хиншелвуд      | 2005 |  |  |  |  |  |
|    | Англия     | ПЗ  | Том Уотсон          | 2006 |  |  |  |  |  |
|    |            |     |                     |      |  |  |  |  |  |
| 10 | Парагвай   | Нап | Хулио Энсисо        | 2004 |  |  |  |  |  |
| 14 | Франция    | Нап | Жоржиньо Рюттер     | 2002 |  |  |  |  |  |
| 17 | Гамбия     | Нап | Янкуба Минте        | 2004 |  |  |  |  |  |
| 18 | Англия     | Нап | Дэнни Уэлбек        | 1990 |  |  |  |  |  |
| 31 | Сенегал    | Нап | Абдалла Сима        | 2001 |  |  |  |  |  |
|    | Греция     | Нап | Стефанос Цимас      | 2006 |  |  |  |  |  |
|    | Греция     | Нап | Хараламбос Костулас | 2007 |  |  |  |  |  |

### Игроки в аренде
| \| № \| \| Поз. \| Имя \| Год рождения \| \| - \| \| ---- \| ------------------------------------------------------------------ \| ------------ \| \| \| \| Вр \| Джеймс Бидл (в «Бирмингем Сити» до 31 мая 2026) \| 2004 \| \| \| \| Вр \| Карл Рашворт[англ.] (в «Ковентри Сити» до 31 мая 2026) \| 2001 \| \| \| \| Защ \| Эйран Кэшин[англ.] (в «Бирмингем Сити» до 31 мая 2026) \| 2001 \| \| \| \| ПЗ \| Амарио Козье-Дьюберри[англ.] (в «Болтон Уондерерс» до 31 мая 2026) \| 2005 \| \| \| \| Нап \| Юн До Ён[англ.] (в «Эксельсиоре» до 30 июня 2025) \| 2006 \| \| \| \| Нап \| Эван Фергюсон (в «Роме» до 30 июня 2026) \| 2004 \| \| \| \| Нап \| Ибрахим Осман (в «Осере» до 30 июня 2026) \| 2004 \| |                  |      |                                                             |              |
| № |                  | Поз. | Имя                                                         | Год рождения |
| | Англия           | Вр   | Джеймс Бидл (в «Бирмингем Сити» до 31 мая 2026)             | 2004         |
| | Англия           | Вр   | Карл Рашворт (в «Ковентри Сити» до 31 мая 2026)             | 2001         |
| | Ирландия         | Защ  | Эйран Кэшин (в «Бирмингем Сити» до 31 мая 2026)             | 2001         |
| | Англия           | ПЗ   | Амарио Козье-Дьюберри (в «Болтон Уондерерс» до 31 мая 2026) | 2005         |
| | Республика Корея | Нап  | Юн До Ён (в «Эксельсиоре» до 30 июня 2025)                  | 2006         |
| | Ирландия         | Нап  | Эван Фергюсон (в «Роме» до 30 июня 2026)                    | 2004         |
| | Гана             | Нап  | Ибрахим Осман (в «Осере» до 30 июня 2026)                   | 2004         |